# Patricia Knatchbull, 2. grevinde Mountbatten af Burma
Patricia Edwina Victoria Knatchbull, 2. grevinde Mountbatten af Burma CBE MSC CD JP DL D.St.J (født Patricia Edwina Victoria Mountbatten 14. februar 1924 i Westminster, London, England, død 13. juni 2017 i Mersham, Kent, England) var en britisk aristokrat.

## I familie med kongehuset
Patricia Knatchbull var tipoldedatter af dronning Victoria af Storbritannien, og hun var kusine til prinsgemalen Prins Philip, hertug af Edinburgh.
I 1946 deltog den kongelige familie i Patricia Mountbattens bryllup med John Knatchbull, 7. baron Brabourne. Hendes brudepiger var: prinsesse Elizabeth af Storbritannien (dronning fra 1952), prinsesse Margaret Rose af Storbritannien, Pamela Mountbatten (brudens søster) og prinsesse Alexandra af Kent (født som nummer seks i arvefølgen til tronen).
Patricia Knatchbull var den sidste overlevende af tronfølgeren Charles, prins af Waless faddere.
Patricia Knatchbull havde en (teoretisk) arveret til den britiske trone. I arvefølgen var hun placeret lige efter efterkommerne af Markiserne af Milford Haven og lige før sine egne efterkommere.
Efter mordet på hendes far, hendes svigermor og én af hendes sønner i 1979 arvede hun sin fars plads i Overhuset. I 1999 blev de fleste arvelige pladser afskaffede, og Patricia Knatchbull trådte ud af Overhuset.

## Forældre og søster
Patricia Knatchbull er det ældste barn af Louis Mountbatten, 1. jarl Mountbatten af Burma (1900–1979) og Edwina Ashley Mountbatten, grevinde Mountbatten af Burma (1901–1960). Patricia Knatchbull var storesøster til lady Pamela Mountbatten Hicks (født 1929).

## Slægten Mountbatten af Burma
Patricia Knatchbull tilhørte Mountbatten af Burma-grenen af Huset Battenberg.
Hun var datter af krigshelten Louis Mountbatten, 1. jarl Mountbatten af Burma. Louis Mountbatten (1900–1979) var den sidste britiske vicekonge i Indien (februar–august 1947), og han var landets generalguvernør i august 1947–juni 1948.
Louis Mountbatten af Burma, hans svigerinde, én af hans dattersønner og en lokal dreng blev myrdede af det provisoriske IRA, da de var på fisketur ud for  Sligo på Irlands vestkyst den 27. august 1979. 
Louis Mountbatten af Burma var oldesøn af dronning Victoria af Storbritannien, og han var morbror til prinsgemalen Prins Philip, hertug af Edinburgh. Louis Mountbatten var kendt som mentor for tronfølgeren Charles, prins af Wales, der er prins Philips's ældste søn.

## Familie
Fra 1946 til 2005 var Patricia Knatchbull gift med John Knatchbull, 7. baron Brabourne (1924–2005). Parret fik otte børn, hvoraf seks nåede at blive voksne, og 18 børnebørn:
- Norton Knatchbull, 3. jarl Mountbatten af Burma (født 1947), gift med Penelope Meredith Eastwood (født 1953). De har fået tre børn:
  - Nicholas Louis Charles Norton Knatchbull, Lord Brabourne (født 1981). Nicholas Knatchbull kan vælge mellem høflighedstitlerne Lord Brabourne og Lord Romsey.
  - Lady Alexandra Victoria Edwina Diana Knatchbull (født 1982), gift med Thomas Hooper i 2016.
  - Den ærede Leonora Louise Marie Elizabeth Knatchbull (1986–1991). Leonora Knatchbull døde af kræft, da hun var fem år gammel. I 1994 blev Leonora Children's Cancer Fund oprettet. Fonden blev afløst af The Edwina Mountbatten and Leonora Children's Foundation i 2014.
- Den ærede Michael John Ulick Knatchbull (født 1950). Han har været gift to gange, og han fik en datter i hvert ægteskab: 
  - Kelly Louise Doreen Knatchbull (født 1988) guddatter af kongelig prinsesse  Anne af Storbritannien
  - Savannah Knatchbull (født 2001)
- Den ærede Anthony Knatchbull (født og død 6. april 1952)
- Lady Joanna Edwina Doreen Knatchbull (født 1955), gift med baron Hubert Pernot du Breuil (1956 – 2004) i 1984–1995. De fik en datter. Gift med  married Azriel Zuckerman (født 1943) fra 1995. De har en søn.
  - baronesse Eleuthera Roselyne Patricia Pernot du Breuil (født 1986)
  - Alexander Azriel John David Zuckerman (født 2002)
- Lady Amanda Patricia Victoria Knatchbull (født 1957) gift den 31. oktober 1987 med forfatteren Charles Vincent Ellingworth (født 1957). De har tre sønner:
  - Luke (født 1991 i London, England)
  - Joseph (født 1992 i Salisbury, Wiltshire)
  - Louis (født 1995 i Salisbury, Wiltshire)
- Den ærede Philip Wyndham Ashley Knatchbull (født 1961). Han har giftet sig to gange. Han har 2 døtre med sin første hustru og to sønner med sin anden hustru.
  - Daisy Isadora Louise Knatchbull (født 1992)
  - Phoebe Knatchbull (født 1995)
  - Frederick Michael Hubert Knatchbull (født 2003)
  - John Robin Rocky Knatchbull (født 2004)
- Den ærede Nicholas Timothy Charles Knatchbull (18. november 1964 – 27. august 1979), Nicholas og to af hans bedsteforældre samt en lokal dreng blev myrdede af det provisoriske IRA.
- Den ærede Timothy Nicholas Sean Knatchbull (født 18. november 1964), gift med  Isabella Julia Norman (født 1971), de har to sønner og tre døtre.
  - Amber Diana Patricia Knatchbull (født 2000)
  - Milo Columbus John Knatchbull (født 2001)
  - Ludovic David Nicholas Knatchbull (født 2003)
  - Isla Selina Edwina Knatchbull (født 2005)
  - Wilhelmina "Willa" Victoria Agatha Knatchbull (født 2008)

## Militære opgaver
I slutningen af 2. verdenskrig gjorde Patricia Knatchbull tjeneste i WRNS. Det var i hendes tid som løjtnant i hovedkvarteret for Sydøstasien (SEAC), at hun mødte sin senere mand.
I august 1914 havde Canada besluttet, at landet ville gå ind i 1. verdenskrig. Den 10. august oprettede prins Arthur af Connaught (Canadas generalguvernør i 1911–1916) det militære ekspeditionskorps Princess Patricia's Canadian Light Infantry. Korpset blev opkaldt efter prinsesse Patricia af Connaught (1886–1974), der var generalguvernørens populære datter. Den 22. februar 1918 fik Patricia af Connaught ærestitlen Colonel-in-chief.
Fra 15. juni 1974 og frem til 2007 var Patricia Knatchbull Colonel-in-chief (Æresoberst) for kopset. Den 17. marts 2007 blev posten overtaget af Adrienne Clarkson, der tidligere havde været Canadas generalguvernør.
Generalguvernøren har tildelt Patricia Knatchbull to canadiske ordner.

## Titler
- 14. februar 1924 – 23. august 1946: Miss (frøken) Patricia Mountbatten
- 23. august – 26. oktober 1946: Den ærede Patricia Mountbatten
- 26. oktober 1946 – 27. august 1979: Den meget ærede Ladyen Brabourne
- 27. august 1979 – 13. juni 2017: Den meget ærede Grevinden Mountbatten af Burma